# Cassaber
Pour les articles homonymes, voir Cassaber.
Cassaber est une ancienne commune française du département des Pyrénées-Atlantiques. En 1972, la commune fusionne avec Carresse pour former la nouvelle commune de Carresse-Cassaber.

## Géographie
Cassaber est situé sur la rive droite du gave d'Oloron.

## Toponymie
Le toponyme Cassaber apparaît sous les formes :
Cassave (XIIe siècle, titres de l'ordre de Malte), 
Casaver (XIIIe siècle, fors de Béarn), 
Casseve et Sent jacme de Cassever (respectivement 1440 et 1441, notaires de Labastide-Villefranche), 
la gentillesse de Cassaver (1442, contrats de Carresse), 
Sent-Christau de Casseber (1472, notaires de Labastide-Villefranche), 
Casavee (1538, réformation de Béarn), 
Cattaber (1793 ou an II) et 
Cassabé (1801, Bulletin des Lois).

## Histoire
Paul Raymond note qu'en 1385, Cassaber comptait treize feux et dépendait du bailliage de Sauveterre. Il y avait à Cassaber une abbaye laïque, vassale de la vicomté de Béarn.

## Administration
| Période                                  | Période  | Identité        | Étiquette | Qualité |
| ---------------------------------------- | -------- | --------------- | --------- | ------- |
|                                          | En cours | Alain Goncalves |           |         |
| Les données manquantes sont à compléter. |          |                 |           |         |

## Démographie
| 1793 | 1800 | 1806 | 1821 | 1831 | 1836 | 1841 | 1846 | 1851 |
| ---- | ---- | ---- | ---- | ---- | ---- | ---- | ---- | ---- |
| 277  | 310  | 305  | 335  | 332  | 341  | 312  | 312  | 329  |

| 1856 | 1861 | 1866 | 1872 | 1876 | 1881 | 1886 | 1891 | 1896 |
| ---- | ---- | ---- | ---- | ---- | ---- | ---- | ---- | ---- |
| 342  | 345  | 354  | 334  | 334  | 336  | 336  | 319  | 298  |

| 1901 | 1906 | 1911 | 1921 | 1926 | 1931 | 1936 | 1946 | 1954 |
| ---- | ---- | ---- | ---- | ---- | ---- | ---- | ---- | ---- |
| 268  | 255  | 260  | 216  | 240  | 220  | 204  | 198  | 185  |

| 1962 | 1968 | - | - | - | - | - | - | - |
| ---- | ---- | - | - | - | - | - | - | - |
| 187  | 169  | - | - | - | - | - | - | - |

## Culture locale et patrimoine

### Patrimoine civil
Château de La Salle de Cassaber, du XVIIe siècle.

### Patrimoine religieux
L'église Saint-Jacques, de Cassaber, date du XIXe siècle et possède un chevet gothique.

## Pour approfondir